# Théorie de l'émission (vision)
La théorie de l'émission, parfois appelée théorie de l' extramission, estime que la perception visuelle se produit grâce à des rayons lumineux émis par les yeux. Cette théorie énoncée par divers philosophes de l'antiquité s'oppose à la théorie adverse de l' intromission — aujourd'hui devenue la théorie de la  réception —, également soutenue par leurs contemporains, selon laquelle la vision provient des rayons lumineux émis par l'objet regardé. 

## Origine
La théorie de l'émission est profondément ancrée dans notre expérience phénoménologique car l'œil est naturellement dirigé vers des objets, ce qui entraine à confondre la vision avec l'expérience du regard. Durant des millénaires, on a même cru que l'œil émettait la lumière qui lui permettait de percevoir les objets. Cette notion, fréquente dans la poésie antique, fait du regard humain un feu qui émane de l'œil. 
Cette croyance s'appuyait aussi, pour certains, sur le fait que les yeux de quelques espèces animales, tels les chats, semblent émettre de la lumière visible dans l'obscurité — alors que l'on sait aujourd'hui que cela est dû à la forte couche réfléchissante du tapetum lucidum de leurs rétines.

## Variantes de la théorie de l'émission
Pour Pythagore (-580/-495) et ses disciples, la vision procède d'un rayon visuel émanant de l’œil qui va frapper « en droite ligne ce qu’atteint le regard. »

### Empédocle
Empédocle (-490/-430) développe la théorie selon laquelle la totalité du monde est composée de quatre éléments: le feu, l'air, la terre et l'eau. Aphrodite a fait l'œil humain à partir de ces quatre éléments et c'est elle qui allume le feu intérieur qui brille au sortir de l'œil, rendant la vision possible. Empédocle postule aussi une interaction entre les rayons émis par l'œil et ceux d'une source externe tel le soleil. Il émane des objets un flux de corpuscules reproduisant leur apparence et ce flux pénètre dans l'œil de l'observateur où règne un équilibre dynamique entre le feu et l'eau.

### Platon
Platon (-428/-348) s'est intéressé au phénomène de la vision dans le Timée, le Théétète et le Ménon. Il reprend la conception d'Empédocle, en l'incorporant à son système philosophique. Tout en adhérant à la théorie de l'émission, il accepte l'existence de rayons lumineux provenant d'une autre source et contribuant à la vision : 

« Le premier organe que les dieux fabriquèrent est l'œil qui nous apporte la lumière; [...] et le feu pur, et semblable à celui-là, qui est au dedans de nous, ils le firent s'écouler par les yeux, à flots pressés mais uniformes [...] Quand donc la lumière du jour s'applique au courant de la vue, alors le semblable rencontre son semblable, l'union se forme et il n'y a plus dans la direction des yeux qu'un seul corps, qui n'est plus un corps étranger et dans lequel ce qui vient du dedans est confondu avec ce qui vient du dehors. De cette union de parties semblables résulte un tout homogène, qui transmet à tout notre corps et fait parvenir jusqu'à l'âme les mouvements des objets qu'il rencontre ou par lesquels il est rencontré, et nous donne ainsi cette sensation que nous appelons la vue. Mais à la nuit, quand le feu extérieur se retire, le courant est détruit; car le feu intérieur, rencontrant au dehors des êtres d'une nature différente, s'altère et s'éteint, et ne peut plus s'unir à l'air qui l'environne, puisque cet air ne contient plus de feu. Il cesse donc de voir, et alors il amène le sommeil. »

Pour Platon, lors de la vision, « il y a donc non pas fusion avec le monde, mais avec un principe extérieur à l'homme, d'origine divine, qui rend la vision possible. » Il revient sur la question dans le Théétète, où il argumente à propos de la couleur : « ce que tu appelles couleur blanche n'est point quelque chose qui existe hors de tes yeux, ni dans tes yeux : [153e] ne lui assigne même aucun lieu déterminé. ».

### Aristote
La théorie défendue par Aristote (-384/-322) dans le Traité de l'âme diffère de celle de Platon en ce qu'elle imagine un lieu intermédiaire situé entre l'œil et l'objet, appelé « le diaphane » ou « la transparence », où se trouvent les objets visibles. La couleur est une composante essentielle de sa théorie et la condition même de la visibilité : « Le visible, en effet, est couleur et la couleur, c’est ce qui est à la surface du visible. » Il établit clairement que la lumière est indispensable à la perception de la couleur et donc de la vision. Comme le fait remarquer Jean-Marc Luce, « il reprend à Démocrite l'idée que le visible vient de la surface des choses, mais remplace les effluves par la couleur. » En outre, le mouvement est nécessaire : « la couleur fait mouvoir la transparence, par exemple l’air, et celui-ci, qui est continu fait mouvoir à son tour l’organe sensoriel. »
Dans son ouvrage De Sensu, il rejette la conception de l'émission : « Mais il est tout à fait absurde de dire que la vue voit par quelque chose qui sort d’elle, et qu’elle s’étend jusqu’aux astres, ou bien que, sortie de l’œil, elle se combine, à une certaine distance avec la lumière extérieure, comme le disent certains. »

Tout en questionnant ainsi la théorie de l'émission, Aristote n'abandonne cependant pas totalement le postulat selon lequel l'œil émettrait aussi des rayons lumineux. Cela est évident dans un passage de son ouvrage sur Les Rêves : 

« Quand les miroirs sont parfaitement nets, il est certain que si des femmes qui sont dans leurs mois s'y regardent, il s'étend sur la surface du miroir comme un nuage de vapeur sanguine. Si le miroir est neuf, il n'est pas facile de faire disparaître cette tache ; au contraire, il est facile de l'enlever si le miroir est vieux. La cause de ce fait, [460a] c'est comme nous l'avons déjà dit, que non seulement la vue éprouve quelque chose de l'air, mais aussi qu'elle agit elle-même sur lui et y cause un mouvement, tout comme en causent les objets brillants. »

### Euclide
Vers 300 av. J.-C., Euclide écrit un traité d'optique intitulé Optika (grec ancien : Ὀπτικά), dans lequel il étudie les propriétés de la lumière. Dans cet ouvrage qui est le plus ancien sur la question, il propose une analyse remarquable de l'optique au point de vue physique. Postulant que la lumière voyage en ligne droite, il décrit les lois de la réflexion et les étudie de façon mathématique : « Cette géométrisation du regard permet les calculs de la taille des objets correspondant à des impressions visuelles similaires. » Analysant la vision comme un cône dont le sommet est l'œil, il propose « un système de représentation qui permet de décomposer le flux visuel en rayons partant de l'organe de la vue pour atteindre les choses. Cette géométrisation du regard permet les calculs de la taille des objets correspondant à des impressions visuelles similaires. »

### Ptolémée
Claude Ptolémée (100-168) approche la vision tout autrement que le faisait Euclide, en s'intéressant au double point de vue expérimental et psychologique, réconciliant ainsi la physique avec la psychologie de la vision. Il classe divers types d'illusions visuelles selon la couleur, la position, la dimension, la forme et le mouvement. Il montre que la grandeur perçue d'un objet ne peut pas se réduire à une question d'angle visuel et il introduit la notion de constance perceptuelle comme étant fonction de l'angle visuel et de la distance. À l'instar d'Euclide, il accepte lui aussi la théorie de l'émission, tout en considérant que les rayons lumineux qui partent de l'œil se déplacent de la même façon que ceux qui entrent dans l'œil puisque la lumière est modelée par son trajet et non comme un objet en mouvement. 

### Galien
Le médecin Claude Galien (130-200) explique lui aussi le phénomène de la vision par la théorie de l'émission. Même si son traité Sur l'optique a été perdu, on peut reconstituer sa position à partir d'allusions dans ses ouvrages sur l'anatomie, dans lesquels il a décrit la physiologie de l'œil avec une grande précision. Il présuppose ainsi l'existence d'un « pneuma lumineux », sorte de souffle léger « qui émane continuellement de l'encéphale »: ces émanations lumineuses sont lancées à travers le cristallin « en direction de l'objet regardé et reviennent ensuite dans le cristallin pour être acheminées à travers le tube du nerf optique jusqu'au troisième ventricule du cerveau où le siège de l'âme était censé se trouver. »
Grâce à son autorité médicale, la théorie de l'émission continuera à dominer durant encore un millénaire.
Certaines remarques de Léonard de Vinci (1452-1519) dans ses carnets de notes indiquent qu'il partageait encore cette théorie de l'émission.

## Théorie de l'intromission

### Démocrite
Démocrite (-460/-370) est l'auteur de la première description anatomique de l'œil. Il semble avoir proposé un renversement complet de la conception traditionnelle de la vision en affirmant que celle-ci serait produite « par l'image reflétée. » Il reprend la conception atomiste du monde de son maître Leucippe. Partant du principe que « la connaissance exige que le connaissant soit semblable au connu », il déduit que « de tout objet sortent des atomes calqués sur ceux dont cet objet est formé, mais plus subtils: ce sont les είδωλα (images). »
Il n'est toutefois pas certain que Démocrite ait ainsi complètement rejeté la théorie de l'émission. Selon Jean Salem, il est possible que ce soit « l'œil lui-même qui projette des rayons au-devant des objets, objets dont l'image se formerait au point de rencontre du simulacre et du flux visuel [...] rien ne nous oblige à penser que Démocrite aurait été le premier à renoncer à la théorie de la double émission, qui fut, avant lui, celle d'Alcméon de Crotone et celle d'Empédocle . »

### Épicure
Épicure (-342/-270) reprend et approfondit la théorie de Démocrite. Dans une Lettre à Hérodote, il écrit : « Il faut bien admettre que c'est parce que quelque chose venant des objets extérieurs pénètre en nous que nous voyons les formes et que nous pensons. ». Cette théorie est précisée par Apollodore et le philosophe stoïcien Chrysippe selon lesquels « dans la vision, nous percevons au moyen d’un cône d’air lumineux qui s’étend de l’œil à l’objet. Le sommet de ce cône est à l’œil, et l’objet vu en forme la base ; ce cône d’air continu est comme une baguette qui nous indique l’objet. »

### Lucrèce
En 55 av. J.-C., Lucrèce reprend les théories des philosophes atomistes grecs et les applique à la lumière : « la lumière du soleil et sa chaleur, puisqu'elles résultent d'éléments subtils qui se poussant les uns les autres n'hésitent pas à traverser les régions de l'air sous l'impulsion de chocs successifs. Car la lumière suit sans relâche la lumière et le rayon se précipite [...]  des émanations des corps frappent nos yeux et provoquent la vue. »
Les vues de Lucrèce ne réussiront cependant pas à modifier la théorie dominante et à faire triompher la théorie de l'intromission, car il manque à celle-ci d'intégrer à son modèle la composante mathématique dont bénéficie la théorie de l'émission.

## Alhazen et les débuts de l'optique moderne

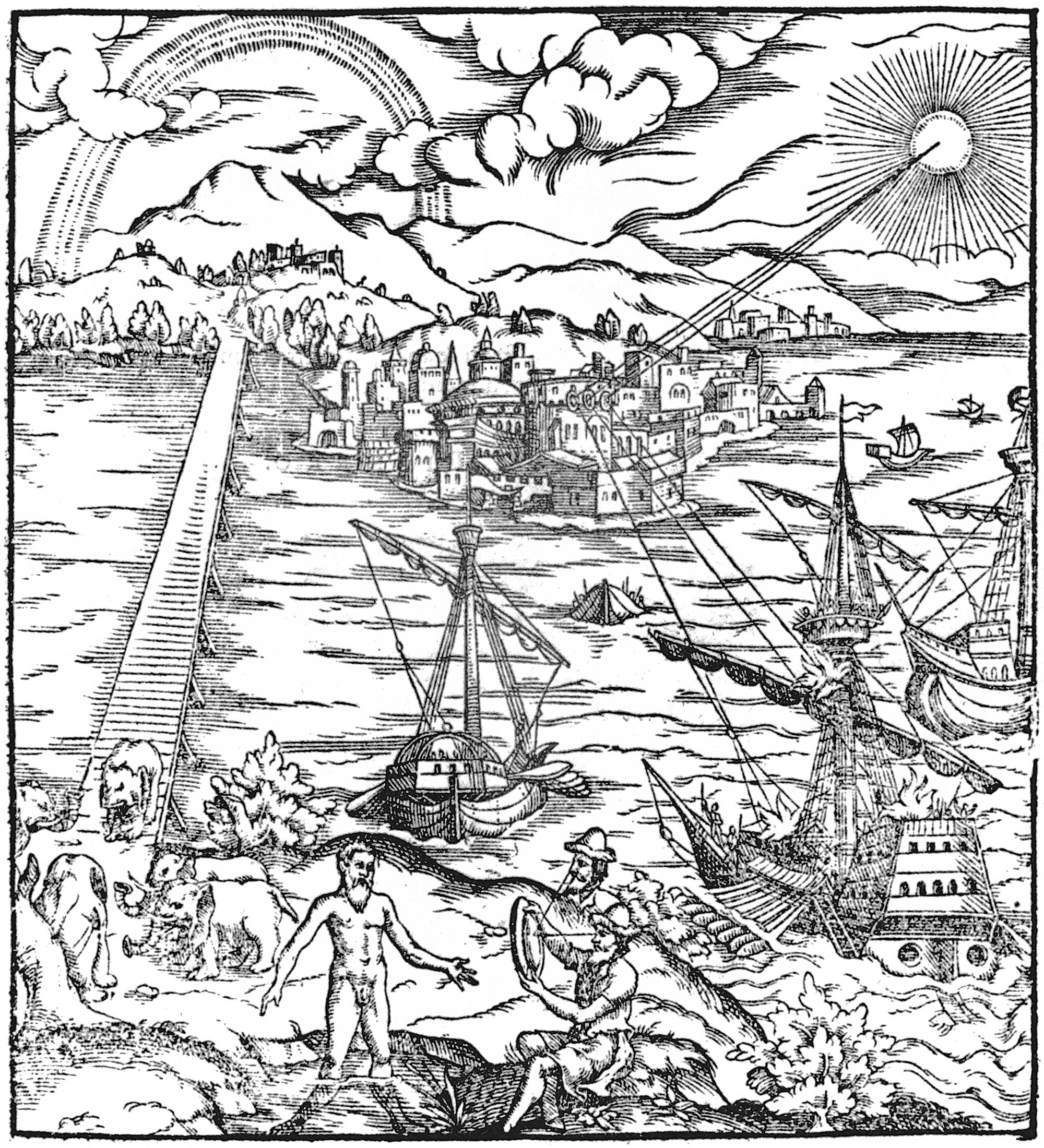
Page de couverture dOpticae Thesaurus, première traduction latine du traité d'optique d'Alhazen, Bâle, 1572.

Après la chute de l'Empire romain, les ouvrages des savants grecs seront traduits en syriaque par des chrétiens nestoriens puis en arabe, de sorte que les savants arabo-musulmans auront accès à cet important corpus. C'est ainsi qu'Alhazen (965-1039) pourra assimiler Aristote, Ptolémée, Euclide, Héron d'Alexandrie, Théon d'Alexandrie, Anthémius de Tralles, ainsi que Galien, dont l'apport est extrêmement précieux pour les aspects physiologiques. Dans son ouvrage Kitab al-Manazir rédigé entre 1011 et 1021 et traduit en latin vers 1200 sous le titre De Aspectibus ou Perspectiva, Alhazen est le premier à expliquer que la vision se produit lorsque la lumière rebondit sur un objet et frappe ensuite l'œil, établissant la validité scientifique de la théorie de l'intromission. 
Le De Aspectibus est mentionné par Bartholomeus Anglicus dans De proprietatibus rerum (1254) puis par Bacon dans De scientia perspectiva (1265). L'ouvrage original d'Alhazen est traduit en italien vers 1350, attestant de l'intérêt croissant du public pour la théorie de l'intromission, notamment chez les peintres. Ce n'est toutefois qu'avec la traduction de 1572 que surviendra une révolution dans le domaine de l'optique. En 1604, Johannes Kepler, qui a lu son ouvrage, publie Astronomia pars Optica, dans lequel il expose les principes fondamentaux de l’optique moderne. Il y décrit notamment la formation d'une image inversée sur la rétine. 
Les similitudes entre cette image rétinienne et celle obtenue dans une camera obscura entraineront le remplacement de la théorie de l'intromission par une théorie de la réception, selon laquelle la lumière émise par une source lumineuse ou réfléchie par des sources secondaires permet de voir des objets. 
Cette théorie de la lumière sera remplacée à son tour par la théorie corpusculaire de Newton, pour qui la lumière est composée de particules qui se déplacent en lignes droites. Celle-ci cédera la place à la théorie ondulatoire de la lumière qui sera elle-même précisée en une théorie électromagnétique et, en mécanique quantique, aboutira à la reconnaissance de la dualité onde-corpuscule.
Parallèlement à ces progrès dans la théorie de la lumière, la compréhension du phénomène de la vision, qui progressera avec Descartes (Traité de l'homme, 1633) puis avec la découverte du rôle du cerveau, fera des avancées importantes au milieu des années 1960 quand on établira que la lumière suscite une hyperpolarisation de la membrane des bâtonnets et des cônes. Cette découverte sera suivie par de nombreuses autres sur les processus biochimiques de la vision.

## Persistance de la théorie de l'émission
Lorsque Leon Battista Alberti met au point sa théorie de la perspective dans le De pictura, en 1435, il se base sur la théorie euclidienne et décrit la vision comme produite par des rayons lumineux émanant du foyer de l'œil et dirigés sur l'objet.
Cette conception est toujours fréquente chez les enfants, ainsi que l'a montré une étude de Piaget. Tout en diminuant avec l'âge, cette notion se maintient chez un nombre surprenant de sujets, même scolarisés.
Dans les années 1980, une enquête auprès d'étudiants universitaires américains montrait que, sur un échantillon de 1 300 personnes, 84 % des femmes et 73 % des hommes sont convaincus qu'ils peuvent sentir lorsque quelqu'un les regarde.
Une étude de Winer et al. (2002) montre que 50% des adultes croient encore à la théorie de l'émission.

## Ouvrages cités
- Anonyme, « Des « théories de la vision » à l'« anthropologie du regard » : nouvelles perspectives de recherche ? », Cahiers des études anciennes,‎ 2014 (lire en ligne)
- (en)Boo Hong Kwen, « Shedding Light on the Nature of Science through a Historical Study of Light », 2005
- (en) Jean J. De Laey, « The eye of Vesalius », Acta Ophthalmologica,‎ 2011 (lire en ligne)
- (en) Dong-Gen Luo, Tian Xue et King-Wai Yau, « How Vision Begins: An Odyssey », Proceedings of the National Academy of Sciences, vol. 105, No. 29,‎ 22 juillet 2008, p. 9855-9862 (lire en ligne)
- (en) Anne Friedberg, The virtual window: from Alberti to Microsoft, MIT Press, 2006
- (es) A. González-Cano, Alhacén : una revolución óptica, 2015 (lire en ligne), chap. 191
- Anna Maria Lombardi, « Kepler réinvente l'optique », Pour la science,‎ août 2001 (lire en ligne)
- Jean-Marc Luce, « Vision et subjectivité dans l'Antiquité », Pallas, no 92,‎ 2013, p. 11-26 (lire en ligne)
- (en) Maximiliaan Martens, Till-Holger Borchert, Jan Dumolyn, Johan De Smet et Frederica Van Dam, Van Eyck. An Optical Revoluion, Gand, Hannibal Publishing, 2020.
- Pierre Pellegrin, « Anne Mercer, La vision chez Platon et Aristote, 2003 », Revue philosophique de Louvain,‎ 2006, p. 179-180
- (en) Anne Rooney, The history of Physics, The Rosen Publishing Group, 2012, 208 p. (lire en ligne)
- Jean Salem, « Le rationalisme de Démocrite », Laval théologique et philosophiques, vol. 55-1,‎ février 1999, p. 73-84 (lire en ligne)
- (en) R.E. Siegel, « Theories of vision and color perception of Empedocles and Democritus; some similarities to the modern approach », Bulletin of the History of Medicine, nos 33, 145,‎ 1959 (lire en ligne)
- F.-J. Thonnard, Précis d'histoire de la philosophie, Tournai, Desclée, 1937
- (en) Nicholas J. Wade et Michael T. Swanston, Visual Perception. An Introduction, New York, Routledge, 2013